# Jean Roger-Ducasse
Jean Jules Aimable Roger-Ducasse (ur. 18 kwietnia 1873 w Bordeaux, zm. 9 lipca 1954 w Le Taillan-Médoc w departamencie Żyronda) – francuski kompozytor i pedagog.

## Życiorys
Studiował w Konserwatorium Paryskim u Gabriela Faurégo (kompozycja), Emile’a Pessarda (harmonia), André Gedalge’a (kontrapunkt i fuga) i Charlesa Auguste’a de Bériota (fortepian). W 1902 roku zdobył 2. miejsce w konkursie Prix de Rome za kantatę Alcyone. W 1909 roku wraz z Maurice’em Ravelem i Charlesem Koechlinem założył Société Musicale Indépendante. W tym samym roku został inspektorem śpiewu w szkołach paryskich. W latach 1935–1940 był profesorem kompozycji w Konserwatorium Paryskim.

## Twórczość
Tworzył w stylu impresjonistycznym. Początkowo pozostawał pod wpływem Gabriela Faurégo i Claude’a Debussy’ego, z którym prywatnie się przyjaźnił i w 1916 roku występując razem w duecie fortepianowym wykonał jego En blanc et noir. Z czasem wypracował swój indywidualny idiom, koncentrując się na brzmieniu. W swoich utworach zespolił orkiestrę z partiami chóralnymi pozbawionymi całkowicie tekstu słownego, traktując głos jako kolorystyczne dopełnienie.

## Wybrane kompozycje
(na podstawie materiałów źródłowych)

### Utwory orkiestrowe
- Variations plaisantes sur un thème grave na harfę i orkiestrę (1906)
- Suite française (1909)
- Prélude d’un ballet (1910)
- scherzo Le Joli Jeu de furet (1911)
- Nocturne de printemps (1914)
- Symphonie sur la Cathédrale de Reims (niedokończone)
- poemat symfoniczny Marche française (1920)
- Le petit faune (1954)

### Utwory kameralne
- 2 kwartety smyczkowe (I 1900–1909, II 1912–1953)
- Romance na wiolonczelę i fortepian (1918)

### Utwory fortepianowe
- 6 préludes (1907)
- Sonorités (1918)
- Romance (1923)

### Utwory chóralne
- kantata Alcyone, słowa Eugène Adenis (1902)
- poemat symfoniczny Au jardin de Margueritte na głosy solowe, chór i orkiestrę, słowa kompozytora na motywach legendy o Fauście (1905)
- 3 motety (Regina coeli laetare, Crux fidelis, Alma Redemptoris Mater na sopran, chór i organy (1911)
- poemat symfoniczny Ulysse et les Sirènes na chór żeński i orkiestrę (1937)

### Opery
- Orphée, libretto kompozytora (1913, wyst. Petersburg 1914)
- Cantegril, libretto Raymond Escholier (1930, wyst. Paryż 1931)